# Le Samyn
Memorial José Samyn er et belgisk endagsløb i landevejscykling som arrangeres hvert år i marts. Løbet er blevet arrangeret siden 1968. Løbet er af UCI klassificeret med 1.1 og er en del af UCI Europe Tour.

## Vindere
| År                   | Vinder                   | Toer                    | Treer                   |
| -------------------- | ------------------------ | ----------------------- | ----------------------- |
| 1968                 | José Samyn               | Bernard Guyot           | Victor Van Schil        |
| 1969                 | Herman Vrijders          | Roger Kindt             | Freddy Decloedt         |
| 1970                 | Ronny Van De Vijver      | Jacques Zwaenepoel      | André Dierickx          |
| 1971                 | Julien Van Lint          | Etienne Sonck           | Ronny Van De Vijver     |
| 1972                 | Marc Demeyer             | Gérard Hendrickx        | Willy Van Neste         |
| 1973                 | Louis Verreydt           | Christian De Buysschere | Eric Wijckaert          |
| 1974                 | André Dierickx           | Ferdinand Bracke        | Gustaaf Van Roosbroeck  |
| 1975                 | Alain Santy              | Ronny De Witte          | Eric Leman              |
| 1976                 | Dirk Baert               | Jacques Martin          | Ferdi Van Den Haute     |
| 1977                 | Michel Périn             | Rudy Pevenage           | Frans Van Vlierberghe   |
| 1978                 | Herman Vanspringel       | Frank Hoste             | Marc Demeyer            |
| 1979                 | Jos Schipper             | Roger Vershaeve         | Ferdi Van Den Haute     |
| 1980                 | Géry Verlinden           | Michel Pollentier       | José De Cauwer          |
| 1981                 | Pol Verschuere           | Adrie van der Poel      | Patrick Versluys        |
| 1982                 | Jos Jacobs               | Daniel Willems          | Pol Verschuere          |
| 1983                 | Jacques van Meer         | Luc Colyn               | Ludo De Keulenaer       |
| 1984                 | Daniel Rossel            | Ludwig Wijnants         | Alain De Roo            |
| 1985                 | Ronny Van Holen          | Paul Haghedooren        | Luc Meersman            |
| 1986                 | Patrick Onnockx          | Marc Sergeant           | William Tackaert        |
| 1987                 | Claude Criquielion       | Patrick Onnockx         | Edwig Van Hooydonck     |
| 1988 ikke arrangeret |                          |                         |                         |
| 1989                 | Hendrik Redant           | Jean-Marie Wampers      | Jerry Cooman            |
| 1990                 | Hendrik Redant           | Frank Pirard            | Peter Pieters           |
| 1991                 | Johnny Dauwe             | Eric Vanderaerden       | Hendrik Redant          |
| 1992                 | Johan Capiot             | Eric Vanderaerden       | Jean-Pierre Heynderickx |
| 1993                 | Wilfried Nelissen        | Johan Museeuw           | Johan Capiot            |
| 1994                 | Johan Capiot             | Peter De Clercq         | Ludo Dierckxsens        |
| 1995                 | Johan Capiot             | Johan Verstrepen        | Nico Mattan             |
| 1996                 | Hans De Meester          | Stéphane Hennebert      | Ludo Dierckxsens        |
| 1997                 | Michel Vanhaecke         | Jo Planckaert           | Kris Gerits             |
| 1998                 | Ludovic Auger            | Mario Aerts             | Tom Desmet              |
| 1999                 | Thierry Marichal         | Erwin Thijs             | John Talen              |
| 2000                 | Frank Høj                | Roger Hammond           | Jan Boven               |
| 2001                 | Kris Gerits              | Peter Farazijn          | Bert Hiemstra           |
| 2002                 | Magnus Bäckstedt         | Stijn Devolder          | Gordon McCauley         |
| 2003                 | Stefan van Dijk          | Gert Vanderaerden       | Jeroen Blijlevens       |
| 2004                 | Robbie McEwen            | Ludovic Capelle         | Jans Koerts             |
| 2005 aflyst          |                          |                         |                         |
| 2006                 | Renaud Dion              | Philippe Gilbert        | Matti Breschel          |
| 2007                 | Jimmy Casper             | Philippe Gilbert        | Bas Giling              |
| 2008                 | Philippe Gilbert         | Kevyn Ista              | Aleksejs Saramotins     |
| 2009                 | Wouter Weylandt          | Rémi Cusin              | Björn Leukemans         |
| 2010                 | Jens Keukeleire          | Gregory Joseph          | Cédric Pineau           |
| 2011                 | Dominic Klemme           | Kevyn Ista              | Robert Wagner           |
| 2012                 | Arnaud Démare            | Kris Boeckmans          | Adrien Petit            |
| 2013                 | Aleksej Tsatevitj        | Kris Boeckmans          | Adrien Petit            |
| 2014                 | Maxime Vantomme          | Aleksej Tsatevitj       | Nacer Bouhanni          |
| 2015                 | Kris Boeckmans           | Gianni Meersman         | Christophe Laporte      |
| 2016                 | Niki Terpstra            | Scott Thwaites          | Florian Sénéchal        |
| 2017                 | Guillaume Van Keirsbulck | Alex Kirsch             | Iljo Keisse             |
| 2018                 | Niki Terpstra            | Philippe Gilbert        | Damien Gaudin           |
| 2019                 | Florian Sénéchal         | Aimé De Gendt           | Niki Terpstra           |
| 2020                 | Hugo Hofstetter          | Aimé De Gendt           | David Dekker            |
| 2021                 | Tim Merlier              | Rasmus Tiller           | Andrea Pasqualon        |
| 2022                 | Matteo Trentin           | Hugo Hofstetter         | Dries De Bondt          |
| 2023                 | Milan Menten             | Hugo Hofstetter         | Edward Theuns           |
| 2024                 | Laurenz Rex              | António Morgado         | Jenthe Biermans         |
| 2025                 | Mathieu van der Poel     | Paul Magnier            | Émilien Jeannière       |